# Inkwizytorzy papiescy w Niemczech
Inkwizytorzy papiescy w Niemczech działali od roku 1231 aż do przełomu XVI/XVII wieku.

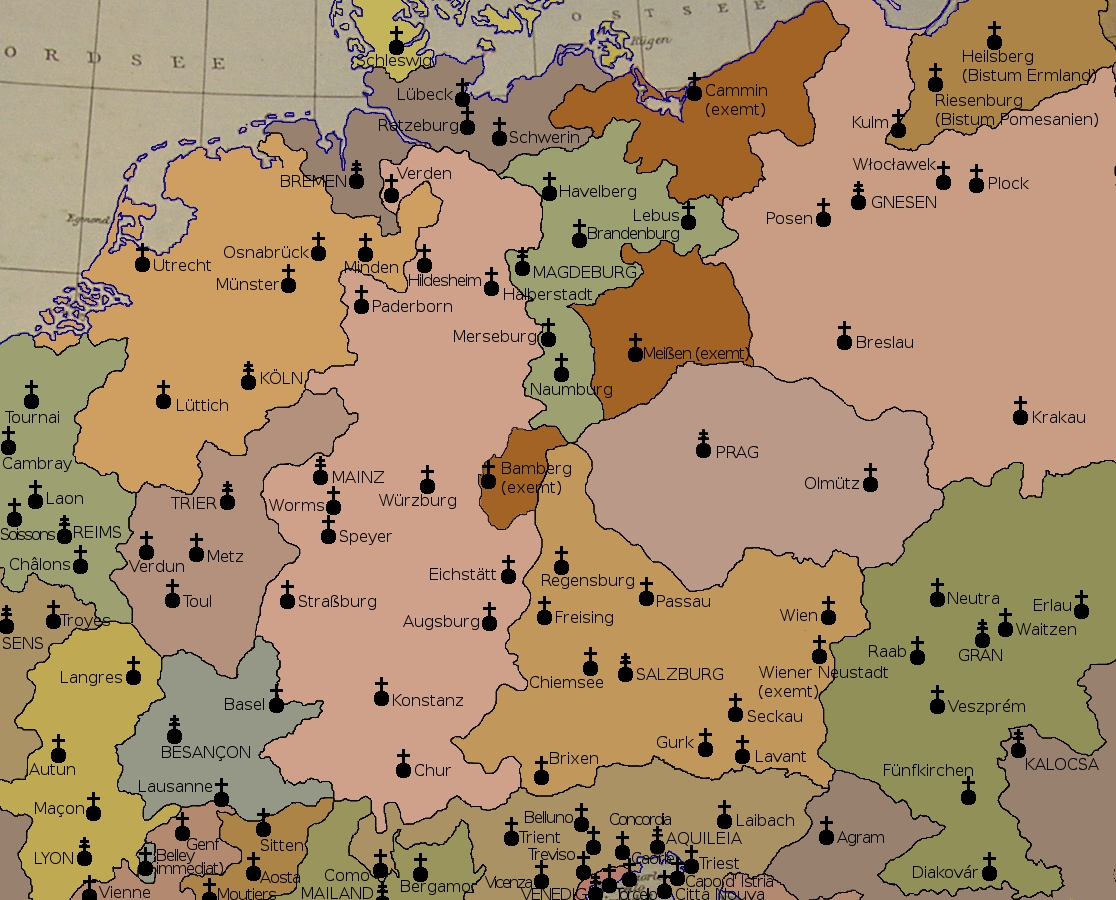
Diecezje i prowincje kościelne w Niemczech ok. 1500

Pod względem geograficznym obszar jurysdykcji niemieckiej inkwizycji w XIV–XVI wieku obejmował kościelne metropolie: moguncką, kolońską, salzburską, bremeńską i magdeburską, a ponadto archidiecezję trewirską (bez sufraganii), diecezję bazylejską (należącą do metropolii Besançon), egzymowane diecezje bamberską, miśnieńską i pomorską oraz należące do zakonu krzyżackiego Inflanty, a od 1515 także diecezje w południowych Niderlandach, podległe metropolii w Reims. Burgundia i Lotaryngia, a do 1515 także południowe Niderlandy, mimo że należały do Świętego Cesarstwa Rzymskiego, podlegały inkwizytorom francuskim mianowanym przez paryskiego prowincjała dominikanów. 

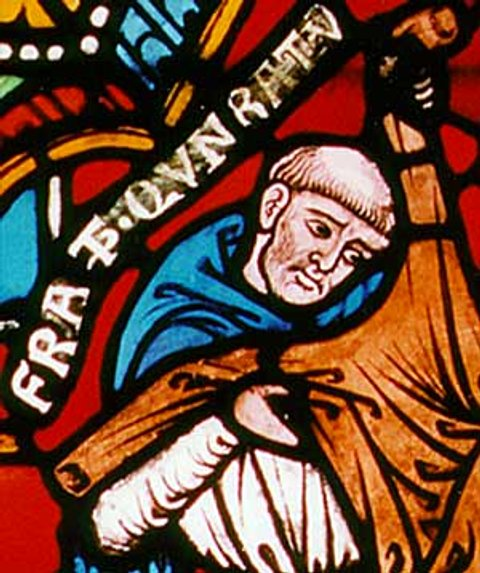
Konrad z Marburga – pierwszy papieski inkwizytor

W Niemczech, w przeciwieństwie do południowej Francji czy północnych Włoch nie wytworzył się podział na stałe okręgi inkwizytorskie o ustalonych granicach i siedzibach. Jedynym w miarę trwałym podziałem po 1364 był podział na dominikańskie prowincje zakonne Teutonię i Saksonię (w 1515 doszła jeszcze prowincja Germania Dolna), jednak w każdej z nich mógł działać (i z reguły działał) więcej niż jeden inkwizytor. Obszar właściwości nowo mianowanego inkwizytora był określany indywidualnie, na ogół według granic metropolii kościelnych oraz diecezji, a także tzw. „nacji” zakonnych (Austria, Bawaria czy Brabancja w prowincji teutońskiej, Westfalia, Saksonia, Miśnia, Turyngia i Hesja w prowincji saksońskiej). Natomiast nie odgrywały większej roli granice polityczne. Co prawda w 1484 i ponownie w 1487 doszło do mianowania inkwizytora specjalnie dla księstwa Kliwii w diecezji kolońskiej, ale był to wyjątek. Niemal wszyscy inkwizytorzy papiescy w Niemczech byli dominikanami, od 1372 wyznaczanymi na ogół nie bezpośrednio przez papieża, lecz przez władze zakonne (prowincjała Teutonii lub Saksonii lub przez generała zakonu). Jedynymi wyjątkami byli mianowani bezpośrednio przez papieży świeccy księża Konrad z Marburga i Jan Lagenator oraz franciszkanie Jakub z Marchii i Bernhardin von Ingolstadt.

## Inkwizytorzy całych Niemiec przed 1364
- Konrad z Marburga, praedicator Verbi Dei in Teutonia (1231–1233)
- Jan Schadland OP, inquisitor haereticae pravitatis per Alamaniam (1348–1359)

## Inkwizytorzy w prowincji Teutonia (od 1364)

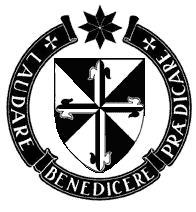
Herb zakonu dominikanów

Dominikańska prowincja Teutonia obejmowała Niemcy południowe i zachodnie. Kilkakrotnie zdarzyło się jednak, że funkcję papieskiego inkwizytora na terenie tej prowincji powierzono duchownemu spoza zakonu dominikańskiego: w 1425 inkwizytorem mogunckim został świecki ksiądz i profesor z Heidelbergu Jan Lagenator, w 1436 inkwizytorem Austrii i Węgier został franciszkanin Jakub z Marchii, choć jego faktyczna działalność ograniczała się do Węgier. Nadto około 1450 funkcję inkwizytora w Karyntii sprawował franciszkanin Bernhardin von Ingolstadt.
- Jan de Moneta OP, inkwizytor metropolii salzburskiej (mianowany w 1364)[8]
- Ludwig de Caliga OP, inkwizytor metropolii kolońskiej i diecezji trewirskiej (udokumentowany 1364–1372)[8]
- Heinrich Agro OP, inkwizytor metropolii mogunckiej oraz diecezji bazylejskiej i bamberskiej (1364–1383)[8]
- Johannes Boland OP, inkwizytor diecezji kolońskiej, leodyjskiej i trewirskiej (udokumentowany 1378)[8]
- Johannes Arnoldi OP, inkwizytor metropolii mogunckiej (udokumentowany 1384–1390)[8]
- Nikolaus Böckeler OP, inkwizytor metropolii mogunckiej (udokumentowany 1390–1400)[8]
- Heinrich von Langenstein OP, inkwizytor metropolii salzburskiej (udokumentowany 1390–1395)[8]
- Alexander OP, inkwizytor metropolii kolońskiej (udokumentowany 1392–1395)[8]
- Adam Gladbach OP, inkwizytor metropolii kolońskiej (1395–1408)[8]
- Johannes Stauder OP, inkwizytor metropolii salzburskiej (udokumentowany 1390 i 1396)[8]
- Werner de Potis OP, inkwizytor diecezji bazylejskiej (udokumentowany 1400)
- Giselbert Vleytingen OP, inkwizytor metropolii mogunckiej (udokumentowany 1409–1425)[8]
- Johannes Lagenator von Frankfurt, inkwizytor metropolii mogunckiej oraz diecezji trewirskiej i bazylejskiej (udokumentowany 1425–1429)[8]
- Heinrich Kalteisen OP, inkwizytor diecezji leodyjskiej i diecezji Cambrai (1431–1435), następnie inkwizytor metropolii kolońskiej i mogunckiej oraz archidiecezji trewirskiej (1435–1449 i 1458–1465[9])[8]
- Jakub z Marchii OFM, inkwizytor Austrii i Węgier (1436–1439)
- Thomas Ebendorfer OP, inkwizytor metropolii salzburskiej (udokumentowany 1445)[8]
- Heinrich von Rübenach OP, inkwizytor metropolii kolońskiej i mogunckiej oraz diecezji trewirskiej (1449–ok. 1457?)[10]
- Bernhardin von Ingolstadt OFM, inkwizytor Karyntii (około 1450)
- Leonhard Huntpichler OP, inkwizytor metropolii salzburskiej (1453–1478)[11]
- Gerhard von Elten OP, inkwizytor metropolii kolońskiej i mogunckiej oraz diecezji trewirskiej (1470–1480[12])
- Jan Bomalia OP, inkwizytor diecezji leodyjskiej (1471–1477)[13]
- Heinrich Nolt OP, inkwizytor diecezji bazylejskiej (1472–1474)[14]
- Heinrich Kramer OP, inkwizytor Górnych Niemiec (1479–1500?)[15]
- Thomas Gognati OP, inkwizytor diecezji wiedeńskiej (1479)
- Chrysostomus Haman OP, inkwizytor metropolii salzburskiej (1479–1486)[11]
- Jakob Sprenger OP, inkwizytor metropolii kolońskiej i mogunckiej (1481–1495) oraz diecezji trewirskiej (1481–1491)[11]
- Thomas Hermeschel OP, inkwizytor [metropolii salzburskiej?] (mianowany w 1486)[16]
- Willem Turnout OP, inkwizytor w Brabancji (zm. 1490)[17]
- Matthias Fanckel OP, inkwizytor diecezji trewirskiej (1491–1506)[11]
- Gaspar Grünewald OP, inkwizytor diecezji konstanckiej, strasburskiej i bazylejskiej (1492–1498)[11]
- Alexius Putzel OP, inkwizytor diecezji salzburskiej, wiedeńskiej i pasawskiej (1492–1495), inkwizytor Austrii i Bawarii (1495–1505), inkwizytor metropolii salzburskiej (1505–1511)[11]
- Servatius Fanckel OP, inkwizytor metropolii kolońskiej i mogunckiej (1496–1508)[11]
- Egidius van Holland OP, inkwizytor diecezji leodyjskiej (mianowany w 1505)[18]
- Jakob van Hoogstraten OP, inkwizytor metropolii kolońskiej i mogunckiej oraz diecezji trewirskiej (1508–1527)[11]
- Johannes de Colle OP, inkwizytor [metropolii salzburskiej?] (udokumentowany 1514–1519)[19]
- Konrad Köllin OP, inkwizytor metropolii kolońskiej i mogunckiej oraz diecezji trewirskiej (1527–1536)[20]
- Johann Dietenberger OP, inkwizytor metropolii kolońskiej i mogunckiej oraz diecezji trewirskiej (1536–1537)[21]
- Tilman Smeling von Siegburg OP, inkwizytor metropolii kolońskiej i mogunckiej oraz diecezji trewirskiej (1538–1554)[22]
- Johann van der Slootien OP, inkwizytor metropolii kolońskiej i mogunckiej oraz diecezji trewirskiej (1554–1560)[23]
- Dietrich Lakemans von Herzogenbusch OP, inkwizytor metropolii kolońskiej i mogunckiej oraz diecezji trewirskiej (1560–1578)[24]
- Wilhelm van Gennep OP, inkwizytor metropolii kolońskiej i mogunckiej oraz diecezji trewirskiej (ok. 1581–1582)[25]

## Inkwizytorzy w prowincji Saksonia (od 1364)
Dominikańska prowincja Saksonia obejmowała północne i wschodnie Niemcy oraz Inflanty. Urząd inkwizytora generalnego Saksonii często łączony był z urzędem prowincjała zakonnego. Jurysdykcja takiego inkwizytora obejmowała w zasadzie całą prowincję, jednak niekiedy (pod koniec XV wieku już regularnie) wyodrębniano mniejsze okręgi, dla których mianowano oddzielnych inkwizytorów.
- Walter Kerlinger OP, inkwizytor Saksonii (1364–1373)[27]
- Hermann von Hettstedt OP, inkwizytor Saksonii (1374–1376)[27]
- Henricus Alberti OP, inkwizytor Saksonii (1376–1382)[27]
- Gerhard von Büren OP, inkwizytor Saksonii (1382–ok. 1391)[27]
- Dietrich Kolle OP, inkwizytor Saksonii (1391–1398)[27]
- Eylard Schöneveld OP, inkwizytor Saksonii (udokumentowany 1399–1404)[27]
- Jakob von Soest OP, inkwizytor metropolii kolońskiej i bremeńskiej oraz diecezji paderbornskiej (1409–1422?)[27]
- Jan Falkenberg OP, inkwizytor Saksonii i Turyngii (udokumentowany 1411)[27]
- Lambert von Scneppen OP, inkwizytor Westfalii (udokumentowany 1412)[28]
- Johann von Lüdinghausen OP, inkwizytor Westfalii (mianowany w 1413)[28]
- Heinrich Schöneveld OP, inkwizytor Turyngii i Miśni (udokumentowany 1411–1414)[27]
- Willem Brunairt OP, inkwizytor diecezji utrechckiej (udokumentowany 1427)[29]
- Konrad von Westhausen OP, inkwizytor w Nordhausen (udokumentowany 1434)[27]
- Bernd Rode OP, inkwizytor [metropolii bremeńskiej?] (zm. 1441)[27]
- Friedrich Müller OP, inkwizytor Saksonii (udokumentowany 1446–1460)[30]
- Andreas Comitis OP, inkwizytor Saksonii (1472–1480)[30]
- Johannes Krawinckel OP, inkwizytor Westfalii (1475–1508)[30]
- Clemens Lossow OP, inkwizytor diecezji havelberskiej (1478–1491)[30]
- Jan Houdaen OP, inkwizytor diecezji utrechckiej (1479–1484), następnie inkwizytor księstwa Kliwii (udokumentowany 1487–1491)
- Nikolaus Beier OP, inkwizytor diecezji magdeburskiej, miśnieńskiej i naumburskiej (1482–1505)[30]
- Konrad von Wallenfels OP, inkwizytor [Turyngii?] (zm. 1484)[30]
- Daniel von Eger OP, inkwizytor księstwa Kliwii (mianowany w 1484)[30]
- Thomas van Dordrecht OP, inkwizytor diecezji utrechckiej (1484–1497)[31]
- Georg Fabre OP, inkwizytor diecezji dorpackiej (1485–1490)
- Hermann Meyer OP, inkwizytor Saksonii (mianowany w 1488)[32]
- Johannes Botzin OP, inkwizytor diecezji brandenburskiej, havelberskiej, lubuskiej i kamieńskiej (1491–1504)[33]
- Johannes Anthonii OP, inkwizytor Saksonii (1496–1509)[32]
- Nikolaus Klenger OP, inkwizytor Hesji (mianowany w 1496)[33]
- Nikolaus Marquitz OP, inkwizytor Turyngii (mianowany w 1496)[32]
- Jan van Ommaten OP, inkwizytor diecezji utrechckiej (udokumentowany 1498–1502)[31]
- Cornelius de Snekis OP, inkwizytor diecezji kamieńskiej i szweryńskiej[34] (1505–1534)[33]
- Johannes Hoppe OP, inkwizytor diecezji kamieńskiej i szweryńskiej[34] (1505–1526)[33]
- Simon Valkenhaghen OP, inkwizytor Inflant (mianowany w 1505)[35]
- Johannes Solez OP, inkwizytor Saksonii (mianowany w 1509)[32]
- Andreas Hugonis OP, inkwizytor diecezji utrechckiej (1512–1524)[31]
- Hermann Rab OP, inkwizytor Saksonii (1517–1534)[30]
- Joachim Rathstein OP, inkwizytor Saksonii (mianowany w 1521)[36]

## Inkwizytorzy w prowincji Germania Dolna (od 1515)
W 1515 w zakonie dominikańskim utworzona została nowa prowincja zakonna Germania Dolna (Germania Inferioris), która objęła północno-zachodnie Niemcy oraz całe Niderlandy, w tym także niderlandzkie diecezje należące do francuskiej metropolii w Reims. Obszary te przed 1515 należały do trzech różnych prowincji zakonnych: Saksonii, Teutonii oraz Francji. Tym samym, niejako automatycznie, powstała nowa jednostka w strukturze terytorialnej niemieckiej inkwizycji, która przejęła kilka okręgów podlegających dotąd inkwizytorom z Francji (diecezje Tournai, Cambrai, Thérouanne i Arras), aczkolwiek inkwizytor Jakob van Hoogstraten z Kolonii wykonywał swoje uprawnienia na terenie obszarów tej prowincji wchodzących w skład metropolii kolońskiej co najmniej do 1525.
- Andreas Hugonis OP, inkwizytor diecezji utrechckiej (1512–1524)
- Jean Frelin, inkwizytor diecezji Tournai (udokumentowany 1504–1517 i ponownie 1525–1531, zm. 1537)
- Sebastian de Witte OP, inkwizytor diecezji Tournai (udokumentowany 1523–1525)
- Jan Baerle OP, inkwizytor diecezji leodyjskiej (1524–1539)
- Peter van Nijmegen OP, inkwizytor dolnogermańskiej części diecezji kolońskiej[39] (1525)
- Antoon de Cimiterio OP, inkwizytor diecezji Cambrai (mianowany w 1525, zm. 1529)
- Vincentius van Haarlem OP, inkwizytor diecezji utrechckiej (1525–1526)
- Pascasius Beaupais OP, inkwizytor diecezji Thérouanne[40] (1525–1538?, zm. 1550)
- Robert de Bonomonte OP, inkwizytor diecezji Arras (1525–ok. 1551) i diecezji Cambrai (1542–1556)
- Willem van Elten OP, inkwizytor dolnogermańskiej części diecezji kolońskiej[39] (1525?–1540)
- Franciscus de Beka OP, inkwizytor diecezji utrechckiej (1526)
- Petrus Scheveling OP, inkwizytor diecezji utrechckiej (udokumentowany w 1528)
- Laurens Laurensen OP, inkwizytor diecezji utrechckiej i münsterskiej (1530–1533)
- Johann Nockart OP, inkwizytor diecezji Tournai (1531–1540)
- Jan Oudenschelling OP, inkwizytor w diecezji Cambrai (udokumentowany w 1534, zm. 1537)[41]
- Paul van Neeren OP, inkwizytor [diecezji utrechckiej?] (udokumentowany w 1536, zm. 1538)
- Tomas de la Chapelle OP, inkwizytor diecezji Arras (ok. 1550?–1556)
- Johann Croock OP, inkwizytor diecezji Thérouanne[40] (1538–1542, zm. 1569)
- Johann Bunderus OP, inkwizytor diecezji Tournai (1540–1557)
- Liévin de Mil OP, inkwizytor diecezji Thérouanne[40] (mianowany ok. 1542)
- Godfryd Stryroede OP, inkwizytor diecezji leodyjskiej (1543–1549)
- Cornel van Eertborne OP, inkwizytor diecezji Cambrai (1550–1554)
- Johann Henten OP, inkwizytor diecezji leodyjskiej (1556–1566)
- Jean Denys OP, inkwizytor diecezji Thérouanne[40] (zm. 1557)
- Pierre de Backere OP, inkwizytor (mianowany w 1560, zm. 1601)
- Baltazar Tellier OP, inkwizytor generalny (1565–1577)
- Antoon Rigerman OP, inkwizytor (udokumentowany w 1565[42], zm. 1585)
- Nikolaas Neelsius OP, inkwizytor (udokumentowany w 1584, zm. 1601)
- Antoon Ruyskensvelt OP, inkwizytor (udokumentowany w 1601, zm. 1602)
- Dominique Anseau OP, inkwizytor metropolii Cambrai (zm. 1608)
- Jakoob van Gheely OP, inkwizytor metropolii Mechelen (zm. 1608)

## Wędrowni inkwizytorzy biskupi pod koniec XIV wieku
Dużą rolę w zwalczaniu herezji waldensów w Niemczech odegrali dwaj wędrowni inkwizytorzy, niebędący dominikanami, którzy działali w oparciu o pełnomocnictwa od biskupów diecezji, w których się pojawiali celem przeprowadzania procesów:
- Marcin z Ambergu, ksiądz praski – inkwizytor w diecezji ratyzbońskiej (1381–1387), w diecezji würzburskiej i mogunckiej (1391–1392), w archidiecezji praskiej (1395–1397), w diecezji bamberskiej (1399), w diecezji Győr (1400–1401) oraz w archidiecezji salzburskiej (1401)[43]
- Piotr Zwicker O.Coel., od 1395 prowincjał niemieckiej prowincji zakonu celestynów – inkwizytor w diecezji pasawskiej (1391, ponownie 1395–1398 i ponownie w 1403), w diecezji mogunckiej (1391–1392), w diecezji pomorskiej, lubuskiej i brandenburskiej (1392–1394), w diecezji Győr (1400–1401), w diecezji salzburskiej (1401)[44]